# Герб сельского поселения Кривандинское
Герб сельского поселения Кривандинское — официальный символ сельского поселения Кривандинское Шатурского района Московской области Российской Федерации.
Герб утвержден решением Совета депутатов сельского поселения Кривандинское от 20.12.2010 № 73/13 и внесен в Государственный геральдический регистр Российской Федерации под номером 7299.
25 июля 2011 года, решением Совета депутатов сельского поселения Кривандинское № 117/20, в предыдущее решение было внесено изменение в части описания герба.

## Описание герба
«В зеленом поле с облаковидной в два облака лазоревой, окаймленной серебром оконечностью повышенная золотая ладья с носовым украшением в виде конской головы, поставленная на четыре малых безанта»
Герб сельского поселения Кривандинское может воспроизводиться с вольной частью в соответствии со ст. 10 Закона Московской области № 183/2005-ОЗ «О гербе Московской области».

## Обоснование символики
В композиции герба языком символов и аллегорий гласно отражена история названия поселения.
Впервые «погост Кривандин» упоминается в конце XV—XVI веке.
Среди местного населения существуют две распространенные версии происхождения названия:
— согласно первой Кривандино происходит от неканонического имени (прозвища) Криванда, Кривандин — кривобокий. Это связано с тем, что село Кривандино — центр Кривандинского сельского поселения испокон веков стоит на извилистых (кривых) берегах реки Поля, изображенной серебряной извилистой лентой.
— встречается еще одно местное произношение названия — Кривалдино. В старину ладьи называли — алдии. В связи с этим возникла версия, согласно которой название говорит о том, что село находится на «кривом ладейном пути» по реке Поле. Существует гипотеза, что здесь между реками Полей и Цной был один из волоков, показанный ладьей перекатываемой на катках, связывающих важные торговые пути — реки Клязьму и Оку.
Зеленое поле и лазоревая оконечность повторяет основные цвета герба Шатурского муниципального района в знак принадлежности сельского поселения Кривандинское к Шатурской земле.
Зеленый цвет — символ природы, здоровья, молодости, жизненного роста.
Голубой цвет (лазурь) — символ чести, преданности, истины, добродетели и чистого неба.
Золото — символ урожая, богатства, стабильности, уважения и интеллекта
Серебро — символ чистоты, совершенства, мира и взаимопонимания.